# U.S. Route 20 (Illinois)
La U.S. Route 20 o Ruta Federal 20 (abreviada US 20) es una autopista federal ubicada en el estado de Illinois. La autopista inicia en el oeste desde la US 20  hacia el este en la US 12  , US 20 , US 41  en Chicago. La autopista tiene una longitud de 376,5 km (233.93 mi).

## Mantenimiento
Al igual que las carreteras estatales, las carreteras interestatales, y el resto de rutas federales, la U.S. Route 20 es administrada y mantenida por el Departamento de Transporte de Illinois por sus siglas en inglés IDOT.

## Cruces
La U.S. Route 20 es atravesada principalmente por la  I 39  US 12  I 55  I 94 .